# Lizardo Garrido
Lizardo Antonio Garrido Bustamante (* 25. August 1957 in Santiago) ist ein ehemaliger chilenischer Fußballspieler. Auf Vereinsebene die meiste Zeit für Colo-Colo Santiago aktiv, nahm er mit der Nationalmannschaft seines Heimatlandes auch an der Fußball-Weltmeisterschaft 1982 in Spanien teil.

## Karriere

### Vereinskarriere
Lizardo Garrido wurde am 25. August 1957 in der chilenischen Hauptstadt Santiago geboren. Dort war auch sein erster Verein beheimatet, er wuchs in der Jugendabteilung des heutigen Rekordmeisters CSD Colo-Colo auf. Von 1975 bis 1976 hatte er auch sein erstes Engagement in der Profimannschaft des Vereins. Nachdem er sich dort nicht endgültig als Stammspieler durchsetzen konnte, spielte Lizardo Garrido von 1977 bis 1979 für Zweitligisten. Dabei war er sowohl 1977 als auch 1979 ein Jahr bei Deportes Colchagua unter Vertrag, die Spielzeit 1978 verbrachte er bei Trasandino de Los Andes.
Zur Erstligasaison 1980 kehrte Lizardo Garrido zu seinem Heimatverein Colo-Colo zurück. Dort spielte er in der Folge bis 1992 und erlebte dabei die mit Abstand erfolgreichste Zeit seiner Karriere. In diese Phase fallen insgesamt sechs Meisterschaften. Die erste davon erzielte man 1981, als in der Primera División der erste Platz mit einem Vorsprung von einem Punkt vor Titelverteidiger CD Cobreloa belegt wurde. Zwei Jahre später wurde man erneut Erster, wieder einen Punkt vor Cobreloa. Seine dritte Meisterschaft holte Lizardo Garrido mit Colo-Colo im Jahr 1986. Hier gewann man das Entscheidungsspiel gegen CD Palestino mit 2:0, nachdem beide Teams zuvor punktgleich an der Tabellenspitze gestanden hatten. Zwischen 1989 und 1991 gelang Colo-Colo mit Lizardo Garrido in der Innenverteidigung gar ein Titelhattrick, man konnte in drei aufeinanderfolgenden Jahren den Titel des chilenischen Fußballmeisters für sich entscheiden. Den größten Wurf seiner Karriere als Fußballspieler landete Lizardo Garrido 1991 im Spätherbst seiner Laufbahn. In der Copa Libertadores 1991, dem wichtigsten Wettbewerb für Vereinsmannschaften in Südamerika, schaltete Colo-Colo in den K.-o.-Spielen nacheinander Universitario de Deportes aus Peru, Nacional Montevideo aus Uruguay sowie die Boca Juniors aus Argentinien aus und standen zum zweiten Mal nach 1973 im Endspiel des Wettbewerbs. Hier wartete als Gegner der Club Olimpia aus Paraguay. Nach einem torlosen Remis im Hinspiel in Asunción setzte sich Colo-Colo im Rückspiel mit 3:0 durch und holte die erste und bis heute einzige Copa Libertadores nach Chile. Lizardo Garrido stand dabei sowohl im Hin- als auch im Rückspiel in der Startelf seiner Mannschaft und hatte damit durchaus erheblichen Anteil am Titelgewinn.
Ein Jahr später endete Lizardo Garridos lange Tätigkeit bei Colo-Colo schließlich. Mit 35 Jahren wechselte er nach Mexiko, wo er noch zwei Jahre für Santos Laguna auf dem Rasen stand und 1993/94 mexikanischer Vizemeister wurde. Nach dem Ende eben jener Saison beendete Lizardo Garrido seine Laufbahn als aktiver Fußballspieler schließlich im Alter von 37 Jahren.

### Nationalmannschaft
Zwischen 1981 und 1991 brachte es Lizardo Garrido auf insgesamt 44 Länderspiele für die chilenische Fußballnationalmannschaft. Dabei gelang ihm kein Treffer. Von Nationaltrainer Luis Santibáñez wurde er ins Aufgebot der Südamerikaner für die Fußball-Weltmeisterschaft 1982 in Spanien berufen. Bei dem Turnier war Garrido absoluter Stammspieler seiner Nationalmannschaft und machte alle drei Turnierspiele über die volle Distanz. Das chilenische Team erlebte indes eine enttäuschende Weltmeisterschaft. Als Vierter hinter der Bundesrepublik Deutschland, Österreich sowie Algerien kam das Aus bereits nach der Gruppenphase, ohne auch nur einen einzigen Punkt zu sammeln.

## Erfolge
- Copa Libertadores: 1×

1991 mit Colo-Colo
- Chilenische Meisterschaft: 6×

1981, 1983, 1986, 1989, 1990 und 1991 mit Colo-Colo
- Chilenischer Pokalsieg: 6×

1981, 1982, 1985, 1988, 1989 und 1990 mit Colo-Colo